# Drew Shore
Drew Shore (né le 29 janvier 1991 à Denver, dans le Colorado aux États-Unis) est un joueur professionnel américain de hockey sur glace. Drew est le frère du joueur de hockey professionnel, Nick Shore.

## Biographie

### En club
En 2007, il débute dans la North American Hockey League avec l'équipe nationale de développement des États-Unis. Il rejoint en 2009 l'université de Denver en Western Collegiate Hockey Association. Il est repêché à la 44e position du repêchage d'entrée dans la LNH 2009 par les Panthers de la Floride. Il commence sa carrière professionnelle en fin de saison 2011-2012 avec les Rampage de San Antonio dans la Ligue américaine de hockey. Après avoir joué la première partie de saison avec San Antonio et participé au match des étoiles de la LAH, il rejoint les Panthers de la Floride en janvier 2013 lorsque le lock-out est levé. Il joue son premier match le 22 janvier 2013 face aux Canadiens de Montréal. Il inscrit son premier but en carrière contre les Capitals de Washington le 12 février 2013 en déjouant Braden Holtby.
Cependant, il n'arrive pas à s'imposer au sein d'un effectif très fourni à son poste. Afin de ne pas le voir partir au ballotage, les Panthers décident de l'échanger le 9 janvier 2015 contre Corban Knight. Il fait ses débuts avec sa nouvelle équipe le 15 janvier 2015 contre les Coyotes de l'Arizona.

## Statistiques

### En club
| Saison     | Équipe                                  | Ligue      |    | Saison régulière | Saison régulière | Saison régulière | Saison régulière | Saison régulière |   | Séries éliminatoires | Séries éliminatoires | Séries éliminatoires | Séries éliminatoires | Séries éliminatoires |
| Saison     | Équipe                                  | Ligue      | PJ | B                | A                | Pts              | Pun              | PJ               | B | A                    | Pts                  | Pun                  |                      |                      |
| 2007-2008  | United States National Development Team | NAHL       | 35 | 9                | 16               | 25               | 12               | 3                | 0 | 1                    | 1                    | 0                    |                      |                      |
| 2008-2009  | United States National Development Team | NAHL       | 15 | 7                | 7                | 14               | 16               | -                | - | -                    | -                    | -                    |                      |                      |
| 2009-2010  | Université de Denver                    | WCHA       | 41 | 5                | 14               | 19               | 18               | -                | - | -                    | -                    | -                    |                      |                      |
| 2010-2011  | Université de Denver                    | WCHA       | 40 | 23               | 23               | 46               | 38               | -                | - | -                    | -                    | -                    |                      |                      |
| 2011-2012  | Université de Denver                    | WCHA       | 42 | 22               | 31               | 53               | 45               | -                | - | -                    | -                    | -                    |                      |                      |
| 2011-2012  | Rampage de San Antonio                  | LAH        | 8  | 1                | 2                | 3                | 4                | 9                | 2 | 0                    | 2                    | 2                    |                      |                      |
| 2012-2013  | Rampage de San Antonio                  | LAH        | 41 | 10               | 20               | 30               | 18               | -                | - | -                    | -                    | -                    |                      |                      |
| 2012-2013  | Panthers de la Floride                  | LNH        | 43 | 3                | 10               | 13               | 14               | -                | - | -                    | -                    | -                    |                      |                      |
| 2013-2014  | Panthers de la Floride                  | LNH        | 24 | 5                | 2                | 7                | 8                | -                | - | -                    | -                    | -                    |                      |                      |
| 2013-2014  | Rampage de San Antonio                  | LAH        | 50 | 6                | 26               | 32               | 25               | -                | - | -                    | -                    | -                    |                      |                      |
| 2014-2015  | Rampage de San Antonio                  | LAH        | 35 | 9                | 21               | 30               | 16               | -                | - | -                    | -                    | -                    |                      |                      |
| 2014-2015  | Flames de l'Adirondack                  | LAH        | 12 | 3                | 4                | 7                | 8                | -                | - | -                    | -                    | -                    |                      |                      |
| 2014-2015  | Flames de Calgary                       | LNH        | 11 | 1                | 2                | 3                | 0                | 1                | 0 | 0                    | 0                    | 2                    |                      |                      |
| 2015-2016  | Heat de Stockton                        | LAH        | 59 | 10               | 28               | 38               | 22               | -                | - | -                    | -                    | -                    |                      |                      |
| 2015-2016  | Flames de Calgary                       | LNH        | 2  | 0                | 1                | 1                | 2                | -                | - | -                    | -                    | -                    |                      |                      |
| 2016-2017  | EHC Kloten                              | LNA        | 50 | 24               | 24               | 48               | 28               | -                | - | -                    | -                    | -                    |                      |                      |
| 2016-2017  | Canucks de Vancouver                    | LNH        | 14 | 0                | 2                | 2                | 4                | -                | - | -                    | -                    | -                    |                      |                      |
| 2017-2018  | ZSC Lions                               | LNA        | 24 | 1                | 14               | 15               | 14               | 12               | 4 | 4                    | 8                    | 6                    |                      |                      |
| 2018-2019  | ZSC Lions                               | LNA        | 16 | 4                | 6                | 10               | 18               | -                | - | -                    | -                    | -                    |                      |                      |
| 2018-2019  | HC Red Star Kunlun                      | KHL        | 18 | 6                | 5                | 11               | 8                | -                | - | -                    | -                    | -                    |                      |                      |
| 2019-2020  | HK Dinamo Minsk                         | KHL        | 24 | 3                | 14               | 17               | 8                | -                | - | -                    | -                    | -                    |                      |                      |
| 2020-2021  | Hurricanes de la Caroline               | LNH        | 4  | 0                | 0                | 0                | 2                | -                | - | -                    | -                    | -                    |                      |                      |
| 2020-2021  | Wolves de Chicago                       | LAH        | 7  | 0                | 1                | 1                | 6                | -                | - | -                    | -                    | -                    |                      |                      |
| Totaux LNH | Totaux LNH                              | Totaux LNH | 98 | 9                | 17               | 26               | 30               | 1                | 0 | 0                    | 0                    | 2                    |                      |                      |

### En équipe nationale
| Année | Compétition                  |   | PJ | B | A | Pts | Pun                |  | Résultat |
| 2009  | Championnat du monde -18 ans | 7 | 2  | 7 | 9 | 6   | Médaille d'or      |  |          |
| 2011  | Championnat du monde junior  | 6 | 2  | 0 | 2 | 2   | Médaille de bronze |  |          |
| 2014  | Championnat du monde         | 8 | 1  | 1 | 2 | 2   | 6e place           |  |          |